# Rhochmopterum melanurum
Rhochmopterum melanurum är en tvåvingeart som först beskrevs av Mario Bezzi 1926.  Rhochmopterum melanurum ingår i släktet Rhochmopterum och familjen borrflugor.
Artens utbredningsområde är Filippinerna. Inga underarter finns listade i Catalogue of Life.